# Charlotte Cooper
Charlotte "Chattie" Reinagle Cooper, (Ealing, Middlesex, Inglaterra, 22 de septiembre de 1870-Helensburgh, Escocia, 10 de octubre de 1966) fue una tenista británica y la primera mujer campeona olímpica de la historia ganando dos medallas de oro en la categoría de tenis. Así mismo,  ganó cinco campeonatos de Wimbledon, 1895, 1896, 1898, 1901 y el último en 1908 cuando tenía treinta y siete años.

## Biografía
Es hija del matrimonio formado por Henry Cooper y Teresa Miller. Desde pequeña Charlotte se interesó por los deportes. Ganó su primer título absoluto en 1893 en el Club de Ilkley. Miembro del club de tenis de su localidad natal, el Ealing Lawn Tennis Club donde aprendió desde muy joven este deporte, ganó su primer título individual en Wimbledon en 1895. Desde 1896 perdió la audición total tras una infección, por lo que desarrolló una importante concentración en el juego.
En 1900 participó en los Juegos Olímpicos de París, los primeros en los que se admitió la participación femenina. Pasó a la historia del olimpismo al convertirse en la primera ganadora de un título olímpico, las medallas se entregaron en 1904 en los Juegos Olímpicos de San Luis. Ganó la final contra la francesa Hélène Prévost por 6-1, 7-5. En las mismas olimpiadas sumó otra victoria en la disciplina de dobles mixto con su compañero Reginald Doherty 6-2, 6-4, sobre Harold Mahony y Prévost.
En 1901 se casó con el abogado y tenista británico Alfred Sterry, año en el que consiguió el título en Wimbledon por cuarta vez. Tras un paréntesis de varios años volvió a las pistas para ganar un título más de Wimbledon en 1908 con una edad de treinta y siete años, un récord que aún hoy está vigente. En 1912, seguía siendo una de las mejores del circuito y consiguió jugar la final de Wimbledon con cuarenta y un años. Desde sus inicios en 1893 hasta 1917 participó en veintiuna ediciones del Campeonato de Wimbledon, de las que jugó un total de once finales.
Cooper se mantuvo en el tenis competitivo participando en diferentes campeonatos incluso con cincuenta años, le encantaba lo que hacía. Su marido fue presidente de la Lawn Tennis Association y su hija, Gwen, jugó en el equipo de tenis de la Wightman Cup del Reino Unido, participó en Wimbledon en ocho ocasiones. Su otro hijo Rex fue vicepresidente del All England Club entre 1960 y 1975.

## Finales individuales del Grand Slam

### Campeonatos
| Año  | Campeonato    | Rival en la final | Resultado  |
| ---- | ------------- | ----------------- | ---------- |
| 1895 | Wimbledon (1) | Helen Jackson     | 7–5, 8–6   |
| 1896 | Wimbledon (2) | Alice Simpson     | 6–2, 6–3   |
| 1898 | Wimbledon (3) | Louise Martin     | 6–4, 6–4   |
| 1901 | Wimbledon (4) | Blanche Bingley   | 6–2, 6–2   |
| 1908 | Wimbledon (5) | Agnes Morton      | 6–4, 96–33 |

### Subcampeonatos
| Año  | Campeonato | Rival en la final | Resultado     |
| ---- | ---------- | ----------------- | ------------- |
| 1897 | Wimbledon  | Blanche Bingley   | 5–7, 7–5, 6–2 |
| 1899 | Wimbledon  | Blanche Bingley   | 6–2, 6–3      |
| 1900 | Wimbledon  | Blanche Bingley   | 4–6, 6–4, 6–4 |
| 1902 | Wimbledon  | Muriel Robb       | 7–5, 6–1      |
| 1904 | Wimbledon  | Dorothea Douglass | 6–0, 6–3      |
| 1912 | Wimbledon  | Ethel Thomson     | 6–3, 6-1      |